# Tony Pulis
Anthony Richard « Tony » Pulis (né le 16 janvier 1958 à Newport au pays de Galles) est un ancien défenseur reconverti entraîneur.

## Biographie

### Carrière de joueur
Pulis n'a pas eu de carrière remarquable, puisqu'il a principalement évolué dans des clubs de divisions inférieures au poste de défenseur et il y a connu 5 clubs entre 1975 et 1992 avec notamment plusieurs passages à Bristol Rovers ou Bournemouth. 

### Carrière d'entraîneur
Tony Pulis se lance dans une carrière d'entraîneur en 1992 quand il prend en charge Bournemouth, un club qu'il connait bien et où il avait joué de 1986 à 1989 et de 1990 à 1992, en remplacement d'Harry Redknapp. Il restera deux saisons avec les Cherries en terminant chaque fois à la 17e place de la 4e division. C'est à cette période qu'il commence à s'intéresser à Napoléon Bonaparte. En 2019, il déclarait à So Foot : "En 1994, quand j’étais à Bournemouth pour mon premier poste d’entraîneur, le président, Norman Sherwood, m’a donné un livre sur lui. Il était captivé par Napoléon, par le leader qu’il était et ses qualités sur le champ de bataille, mais aussi par le Code napoléonien. Il pensait que ce serait une bonne lecture pour moi, du fait de la façon dont il gagnait ses batailles, puis aussi du fait de ses origines, d’où il venait, c’est-à-dire d’une famille relativement aisée, mais pas tant que ça en comparaison de ce que possédaient les familles nobles françaises. Il devait savoir que ce qui me séduirait, c’est ça : qu’il vienne d’une petite île et ait fini par contrôler le plus grand empire que l’homme ait jamais vu. Depuis, quand je vois un livre sur Napoléon que je n’ai pas lu, je le lis."
Pulis rejoint ensuite Gillingham ou il fait monter le club en 3e division lors de sa première saison mais 4 années de bon et loyaux services, Tony Pulis est renvoyé par le club en 1999.
De 1999 à 2006, retrouve toujours à la tête de club en division inférieure avec Bristol City, Portsmouth, Stoke City et Plymouth Argyle mais c'est lors de son second passage à Stoke City que Pulis va se faire connaitre comme manager en faisant notamment monter le club en Premier League lors de 2007-2008 en s'appuyant sur un noyau de joueurs comme Rory Delap, Ricardo Fuller ou encore Ryan Shawcross. Tony Pulis installe Stoke en Premier League et il réussit à chaque saison de maintenir facilement les Potters dans le championnat et il atteint en 2011 la finale de la FA Cup contre Manchester City (0-1, but de Yaya Touré).
Le 20 mai 2013, Pulis quitte Stoke City d'un commun accord après avoir entraîner ce club pendant sept saisons et une montée en Premier League en 2008,.
Le 23 novembre 2013, Tony Pulis devient entraîneur du club londonien de Crystal Palace en remplacement de Ian Holloway avec comme objectif le maintien du club en Premier League,. Le 14 août il quitte le club à la suite de divergences avec la direction.
Le 1er janvier 2015 il devient l'entraîneur de West Bromwich Albion où il signe un contrat de 2 ans et demi et y remplace Alan Irvine limogé par le club pour mauvais résultats. Il est renvoyé le 20 novembre 2017.
Pulis devient entraîneur de Middlesbrough le 26 décembre 2017. Après avoir échoué à atteindre les barrages de promotion lors de la saison 2018-2019, il est renvoyé le 17 mai 2019.
Le 13 novembre 2020, il est nommé entraineur de Sheffield Wednesday à la suite du limogeage de Gary Monk. Son contrat est résilié seulement un mois et demi plus tard après dix rencontres dirigées pour une victoire.

## Statistiques

### En tant que joueur
| Saison                | Club                  | Championnat           | Championnat | Championnat | Coupe nationale | Coupe nationale | Coupe de la Ligue | Coupe de la Ligue | Autres | Autres | Total | Total |
| Saison                | Club                  | Division              | M.          | B.          | M.              | B.              | M.                | B.                | M.     | B.     | M.    | B.    |
| 1975-1976             | Bristol Rovers        | Second Division       | 4           | 0           | 0               | 0               | 0                 | 0                 | 0      | 0      | 4     | 0     |
| 1976-1977             | Bristol Rovers        | Second Division       | 9           | 0           | 0               | 0               | 0                 | 0                 | 0      | 0      | 9     | 0     |
| 1977-1978             | Bristol Rovers        | Second Division       | 23          | 0           | 4               | 0               | 0                 | 0                 | 1      | 0      | 28    | 0     |
| 1978-1979             | Bristol Rovers        | Second Division       | 7           | 0           | 0               | 0               | 2                 | 0                 | 2      | 0      | 11    | 0     |
| 1979-1980             | Bristol Rovers        | Second Division       | 34          | 3           | 1               | 0               | 2                 | 0                 | 0      | 0      | 37    | 3     |
| 1980-1981             | Bristol Rovers        | Second Division       | 8           | 0           | 0               | 0               | 4                 | 0                 | 0      | 0      | 12    | 0     |
| Sous-total            | Sous-total            | Sous-total            | 85          | 3           | 5               | 0               | 8                 | 0                 | 3      | 0      | 101   | 3     |
| 1981-1982             | Happy Valley          | First Division        | 13          | 0           | 0               | 0               | -                 | -                 | -      | -      | 13    | 0     |
| Sous-total            | Sous-total            | Sous-total            | 13          | 0           | 0               | 0               | -                 | -                 | -      | -      | 13    | 0     |
| 1982-1983             | Bristol Rovers        | Third Division        | 17          | 0           | 0               | 0               | 0                 | 0                 | 0      | 0      | 17    | 0     |
| 1983-1984             | Bristol Rovers        | Third Division        | 28          | 2           | 0               | 0               | 3                 | 0                 | 1      | 0      | 32    | 2     |
| Sous-total            | Sous-total            | Sous-total            | 45          | 2           | 0               | 0               | 3                 | 0                 | 1      | 0      | 49    | 2     |
| 1984-1985             | Newport County        | Third Division        | 37          | 0           | 2               | 1               | 1                 | 0                 | 5      | 0      | 45    | 1     |
| 1985-1986             | Newport County        | Third Division        | 40          | 0           | 3               | 0               | 1                 | 0                 | -      | -      | 44    | 0     |
| Sous-total            | Sous-total            | Sous-total            | 77          | 0           | 5               | 1               | 2                 | 0                 | 5      | 0      | 89    | 1     |
| 1986-1987             | AFC Bournemouth       | Third Division        | 35          | 0           | 0               | 0               | 2                 | 0                 | 2      | 0      | 39    | 0     |
| 1987-1988             | AFC Bournemouth       | Second Division       | 29          | 3           | 1               | 0               | 4                 | 0                 | 1      | 0      | 35    | 3     |
| 1988-1989             | AFC Bournemouth       | Second Division       | 10          | 0           | 1               | 0               | 1                 | 0                 | 1      | 0      | 13    | 0     |
| Sous-total            | Sous-total            | Sous-total            | 74          | 3           | 2               | 0               | 7                 | 0                 | 3      | 0      | 86    | 3     |
| 1989-1990             | Gillingham FC         | Fourth Division       | 16          | 0           | 0               | 0               | 0                 | 0                 | 1      | 0      | 17    | 0     |
| Sous-total            | Sous-total            | Sous-total            | 16          | 0           | 0               | 0               | 0                 | 0                 | 1      | 0      | 17    | 0     |
| 1990-1991             | AFC Bournemouth       | Third Division        | 15          | 1           | 2               | 0               | 0                 | 0                 | 0      | 0      | 17    | 1     |
| 1991-1992             | AFC Bournemouth       | Third Division        | 1           | 0           | 0               | 0               | 0                 | 0                 | 0      | 0      | 1     | 0     |
| Sous-total            | Sous-total            | Sous-total            | 16          | 1           | 2               | 0               | 0                 | 0                 | 0      | 0      | 18    | 1     |
| Total sur la carrière | Total sur la carrière | Total sur la carrière | 326         | 9           | 14              | 1               | 20                | 0                 | 13     | 0      | 373   | 10    |

1. ↑  La colonne « Autres » inclut les buts et apparitions en Coupe anglo-écossaise, Football League Trophy et Full Members Cup

### En tant qu'entraîneur
| AFC Bournemouth      | 9 juin 1992       | 5 août 1994      | 110   | 31  | 40  | 39  | 28,2 |
| Gillingham FC        | 31 juillet 1995   | 1er juillet 1999 | 218   | 94  | 62  | 62  | 43,1 |
| Bristol City         | 5 juillet 1999    | 14 janvier 2000  | 33    | 10  | 14  | 9   | 30,3 |
| Portsmouth FC        | 13 janvier 2000   | 12 octobre 2000  | 35    | 11  | 10  | 14  | 31,4 |
| Stoke City           | 1er novembre 2002 | 28 juin 2005     | 131   | 47  | 32  | 52  | 35,9 |
| Plymouth Argyle      | 23 septembre 2005 | 14 juin 2006     | 38    | 11  | 15  | 12  | 28,9 |
| Stoke City           | 14 juin 2006      | 21 mai 2013      | 333   | 122 | 98  | 113 | 36,6 |
| Crystal Palace       | 23 novembre 2013  | 14 août 2014     | 28    | 12  | 5   | 11  | 42,9 |
| West Bromwich Albion | 1er janvier 2015  | 20 novembre 2017 | 121   | 36  | 36  | 49  | 29,8 |
| Middlesbrough FC     | 26 décembre 2017  | 17 mai 2019      | 80    | 35  | 22  | 23  | 43,8 |
| Sheffield Wednesday  | 13 novembre 2020  | 28 décembre 2020 | 10    | 1   | 4   | 4   | 10,0 |
| Total                | Total             | Total            | 1 137 | 410 | 338 | 388 | 36,1 |